# 蝥賊穆賽介
蝥賊穆賽介（学名：Munseyella maotzeii）为真花介科穆賽介屬下的一个种。